# Eberhard Hackensellner
Eberhard Hackensellner (* 9. Dezember 1922 in Mauer bei Wien; † 5. Juli 2020) war ein deutscher Offizier, zuletzt Generalmajor der Bundeswehr.

## Leben
Hackensellner, Sohn eines Oberstleutnants, trat am 2. Oktober 1939 in die Wehrmacht ein und war zunächst Angehöriger der Luftwaffe. 1942 erhielt er das Eiserne Kreuz I. Klasse, das Flak-Kampfabzeichen, das Erdkampfabzeichen der Luftwaffe und das Verwundetenabzeichen in Schwarz. Ab November 1942 diente er als Zugführer und später Kompaniechef bei der Panzertruppe. Bei Kriegsende war er Hauptmann und Ordonnanzoffizier in einem Divisionsstab.
Er war bis 1947 in Kriegsgefangenschaft und holte im Zuge eines Sonderlehrgangs von Juni 1947 bis Januar 1948 an der damaligen Oberrealschule Ansbach sein Abitur nach. Er absolvierte eine Ausbildung zum Webereitechniker und wurde anschließend technischer Leiter eines Textilwerkes.
Am 1. März 1956 trat er als Hauptmann in die Bundeswehr ein. Er diente u. a. als Personaloffizier und Kompaniechef. Von 1959 bis 1961 absolvierte er den 3. Generalstabslehrgang Heer an der Führungsakademie der Bundeswehr in Hamburg, wo er zum Offizier im Generalstabsdienst ausgebildet wurde. Danach wurde er Generalstabsoffizier für Führung, Organisation und Ausbildung (G 3) der Gebirgsjägerbrigade 23 und war von 1966 bis 1968 Bataillonskommandeur des Panzerbataillons 114 in Neunburg vorm Wald. Vom 1. Oktober 1968 bis 31. März 1971 war er als Oberstleutnant i. G. Heeresattaché für Italien in Rom.
Als Oberst übernahm Hackensellner zum 1. April 1971 die Panzergrenadierbrigade 24. In dieser Position wurde er 1976 zum Brigadegeneral befördert und er übergab das Kommando am 30. September 1977 an Brigadegeneral Franz-Josef Wiesner. Mit seiner Beförderung zum Generalmajor Anfang Oktober 1977 übernahm er die 10. Panzerdivision (Sigmaringen). Vom 1. Oktober 1980 bis 31. März 1983 war er Kommandeur der 1. Gebirgsdivision. Anschließend ging er in den Ruhestand.
Nachdem er 1979 mit dem Bundesverdienstkreuz 1. Klasse ausgezeichnet worden war, erhielt er 1983 das Große Verdienstkreuz der Bundesrepublik Deutschland verliehen. Am 30. Juni 1983 erhielt er zusätzlich den Bayerischen Verdienstorden.